# Karl Girgensohn

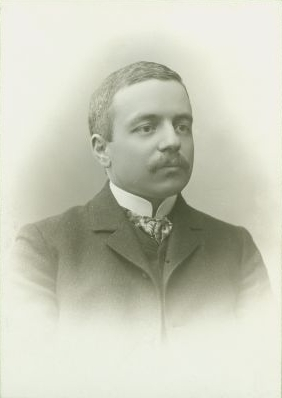
Karl Girgensohn (um 1900)

Karl Girgensohn (* 22. Mai 1875 in Kaarma (Estland); † 20. September 1925 in Leipzig) war ein lutherischer Theologe mit einem Arbeitsschwerpunkt in der Religionspsychologie.

## Leben
Karl Girgensohn besuchte von 1888 bis 1892 das Gymnasium in Dorpat. Er begann an der Kaiserlichen Universität Dorpat ein Studium der Theologie. Nach einem kurzen Studienaufenthalt in Berlin in den Jahren 1900 und 1901 promovierte Girgensohn 1903 an der Universität in Dorpat. Während seiner Promotion arbeitete er dort als Privatdozent und als Religionslehrer am Gymnasium. Schließlich wurde er 1907 außerordentlicher Professor für Systematische Theologie. Als in  Estland im Zuge der Russifizierungspolitik, von der die Universität Dorpat besonders betroffen war, 1916 Russisch als Unterrichtssprache eingeführt wurde, trat Girgensohn zurück. Nach der Unabhängigkeitserklärung Estlands im Jahre 1918 wurde er ordentlicher Professor und Dekan in der Theologischen Fakultät in Dorpat. Zwischen 1919 und 1922 war Girgensohn Professor an der Universität Greifswald und ab 1922 dann an der Universität Leipzig, wo er 1925 starb.

## Werke (Auswahl)
- Die Religion, ihre psychischen Formen und ihre Zentralidee. Ein Beitrag zur Lösung der Frage nach dem Wesen der Religion. Deichert, Leipzig 1903.
- Die moderne historische Denkweise und die christliche Theologie. Deichert, Leipzig 1904.
- Seele und Leib. Eine philosophische Vorstudie zur christlichen Weltanschauung (= Biblische Zeit und Streitfragen zur Aufklärung der Gebildeten, Vierte Reihe, Bd. 10). Runge, Berlin 1908.
- Die geschichtliche Offenbarung (= Biblische Zeit und Streitfragen zur Aufklärung der Gebildeten, Fünfte Reihe, Bd. 12). Runge, Berlin 1910.
- Der Schriftbeweis in der evangelischen Dogmatik einst und jetzt. Deichert, Leipzig 1914.
- Zur differentiellen Psychologie des religiösen Gedankens, Leipzig 1919.
- Der seelische Aufbau des religiösen Erlebens. Eine religionspsychologische Untersuchung auf experimenteller Grundlage. S. Hirzel, Leipzig 1921.
- Der Rationalismus des Abendlandes. Ein Votum zum Fall Spengler. Ratsbuchhandlung L. Bamberg, Greifswald 1921.
- Zwölf Reden über die christliche Religion. Ein Versuch modernen Menschen die alte Wahrheit zu verkündigen. Beck, München, 4., durchges. Aufl. 1921.
- Religionspsychologie, Religionswissenschaft und Theologie. Deichert, Leipzig 1922.
- Die Inspiration der Heiligen Schrift. C. L. Ungelenk, Dresden 1925.